# 腓特烈一世 (普鲁士)
腓特烈一世（德語：Friedrich I，1657年7月11日—1713年2月25日），全名腓特烈·威廉·冯·霍亨索伦（德語：Friedrich Wilhelm von Hohenzollern），曾作為勃兰登堡选帝侯（1688年至1713年在位）、普魯士公爵（1688年至1701年在位）腓特烈三世（德語：Friedrich III）以及首位在普魯士的國王（1701年至1713年在位）腓特烈一世。從1707年開始他作為君主使納沙泰爾親王國和普魯士成為了共主聯邦。

## 生平

### 家庭背景
腓特烈一世是勃蘭登堡大选侯腓特烈·威廉与第一任妻子奥兰治-拿骚的路易丝·亨利埃特之子，1657年7月11日生於東普魯士柯尼斯堡（今俄羅斯的加里寧格勒）。路易丝·亨利埃特是联省共和国执政奥兰治亲王弗雷德里克·亨德里克的大女儿。1688年，大选侯去世，腓特烈继承了勃兰登堡选帝侯兼普鲁士公爵之位，称腓特烈三世。

### 軍旅生涯
腓特烈以反對法國而聞名，這與他的父親尋求與路易十四結盟形成鮮明對比。 腓特烈將勃蘭登堡帶入奧格斯堡聯盟對抗法國，並於1689年作為同盟的一部分率領軍隊加入大同盟戰爭。 那一年，他指揮的軍隊圍攻並佔領了波恩。 儘管反對法國（這一特徵在他的兒子和繼承人身上更為突出），他還是喜歡法國文化，並模仿路易十四的宮廷風格。

### 首任國王

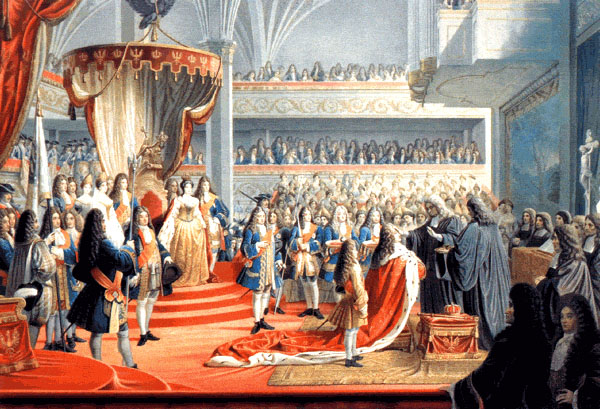
1701年，普魯士國王腓特烈一世在柯尼斯堡加冕

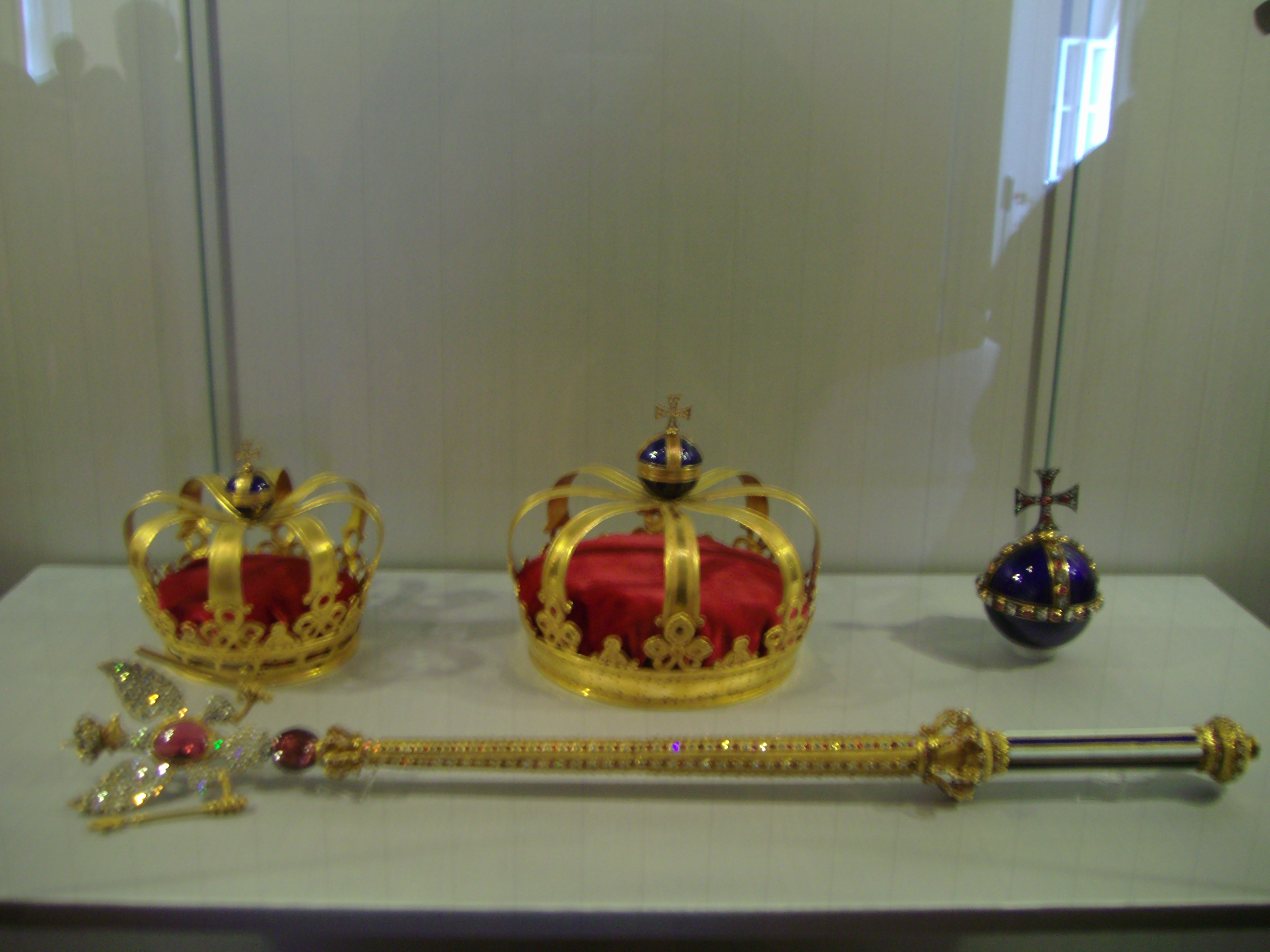
普鲁士王冠和权杖（在今夏洛滕堡宫）

1701年前，霍亨索伦家族的领土分为勃兰登堡和普鲁士两部分，勃兰登堡是神圣罗马帝国的一个选侯国，普鲁士是波兰的一个公国。而腓特烈一生的精力在于寻求成为国王，但是根据神圣罗马帝国的法律，神圣罗马帝国内除了一般由皇帝兼任的罗马人民的国王和波希米亚国王以外不能有别的国王。
腓特烈一世为了实现升级为国王的愿望，建立了庞大而精良的军队和宫廷机构。他加入反法的奧格斯堡同盟，联合奥地利、英国、荷兰等国对抗法国的路易十四。在反法的大同盟戰爭（1688-1697年）中，普鲁士军队表现出色；他還在1688年力挺荷蘭執政奥兰治亲王威廉三世西征英格蘭，把自己出名的軍隊總司令紹姆貝格調撥在威廉帳下（位列第二指揮），全力援助威廉三世發動「光榮革命」。
1701年，皇帝利奥波德一世在西班牙王位继承战争陷入孤立的境地，腓特烈一世第一个与皇帝结盟并派出援军。作为回报，皇帝在一份秘密协约中答应授予其国王的称号。1701年1月18日，腓特烈一世在柯尼斯堡加冕為王，稱腓特烈一世。
腓特烈一世的称号是「在」普鲁士的国王（König in Preußen）而不是勃兰登堡国王，也不是普鲁士“之”国王（König von Preußen），因为
- 第一：神圣罗马帝国内除了一般由皇帝兼任的罗马人民的国王和波希米亚国王以外不能有别的国王，而勃兰登堡属于神圣罗马帝国；
- 第二：普鲁士仍有一部分（西普鲁士）是波兰王國领土。

無論如何，他的王權僅限於普魯士，並沒有減少皇帝對其仍屬於神聖羅馬帝國一部分的領土的權利。 換句話說，雖然他是普魯士的國王，但他仍然只是勃蘭登堡神聖羅馬帝國宗主權下的選帝侯。 從法律上講，霍亨索倫國家仍然是勃蘭登堡和普魯士之間的聯合體。 然而當腓特烈加冕為國王時，皇帝對勃蘭登堡（以及帝國其他地區）的權力只是名義上的，實際上它很快就被視為普魯士王國的一部分，而不是一個獨立的實體。 直到他的孫子腓特烈二世於1772年，才將頭銜改為了普鲁士“之”国王。

### 领土扩展
称王之後，腓特烈一世積極參加西班牙王位繼承戰爭，繼續擴大領土。他相继獲得林根、默爾斯、上蓋爾登、諾伊堡等地，此外還買得泰克倫堡和奎德林堡，為普魯士爭奪歐洲霸權打下基礎。
作为威廉一世（奥兰治）的下一个男性后裔，腓特烈在无子嗣的威廉三世死后继承了王位。1702 年获得了林根伯国和莫尔斯伯国。1707 年，这两个地区并入泰克伦堡伯国，该伯国是通过购买获得的。由于腓特烈是加尔文主义者，他还于1707年被选为纳沙泰尔亲王，这一点在1713年的《乌得勒支条约》中得到了国际承认。因此，腓特烈及其继承人也被冠以“奥兰治、纳沙泰尔和瓦朗然主权亲王”的称号。
1707年，普鲁士爆发了瘟疫。由于大瘟疫后东普鲁士人口流失严重，他于1709年启动了名为重建（“Rétablissement”）的移民计划 。
1709年7月2日至17日，腓特烈在波茨坦和柏林举行的主显节会议上以平等的东道主身份接待了两位君主。他的客人是波兰和萨克森的“强者”奥古斯特以及丹麦的腓特烈四世。广泛的庆祝活动几乎没有产生任何政治成果，给本已严重紧张的国家财政带来了进一步的压力。但在外交政策上，腓特烈凭借一贯的西方倾向，阻止了自1701年以来欧洲同时发生的两场战争，即大北方战争和西班牙王位继承战争对普鲁士领土的侵犯。他的孙子这样评价：
|  | 如果腓特烈一世值得赞扬，那是因为当他的邻居遭受战争蹂躏时，他始终维护着自己土地的和平。 |

### 用人治國

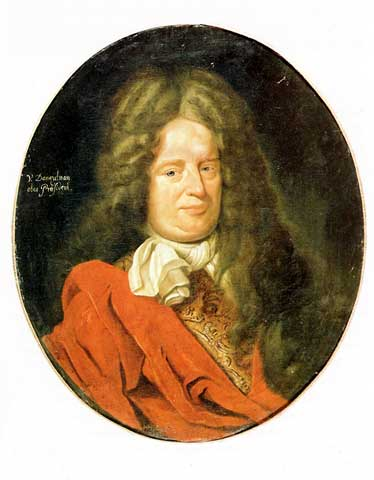
埃伯哈德·唐克尔曼，他是腓特烈一世的家庭教師兼前期宰相，也是個偉大的政治家。此圖為1690年畫

腓特烈一世即位之初，在宰相埃伯哈德·唐克尔曼（Eberhard Danckelmann）幫助下，領地逐渐擺脫神圣罗马帝国的控制。唐克爾曼精明能幹、勵精圖治，在掌政期間（1688-1697年）大力促進貿易、工業、藝術、科學的進步，並增設重要的學院與大學。但是唐克爾曼勤儉治國、不苟言笑的喀爾文派作風，卻日漸受到腓特烈一世的厭惡，加上唐克爾曼不但和選侯夫人夏洛特發生衝突，據說他還反對腓特烈一世獲取普魯士國王的稱號；於是在腓特烈一世把他當作1697年里斯維克和約的代罪羔羊（和約結束了大同盟戰爭，但是勃蘭登堡卻一無所獲，引來埋怨聲浪），在同年解除他的首相職位。
之後腓特烈一世的作風轉向奢華揮霍與王室排場，更不利的是在1702-1710年重用爭議極高的「三W」大臣：瓦滕貝格（Wartenberg）、維特根斯坦（Wittgenstein）和瓦滕斯萊本（Wartensleben），這三位大臣壟斷國政，替國王奢華的開銷尋找財源，因此開征各種新式苛稅；同時卻屢次傳出三人的貪腐事件與金融醜聞，引起公眾強烈的不滿。到1710年因為破產危機已迫在眉睫，國王表示自己被三人欺瞞，才讓儉樸的王儲腓特烈·威廉一世以民意為後盾，把三人趕下政壇、代父理政。從此腓特烈·威廉一世以父親為戒，勵行儉樸吝嗇的財政措施，並在1713年腓特烈一世死後繼位，成為著名的「士兵王」、「乞丐選侯」。

### 因病逝世

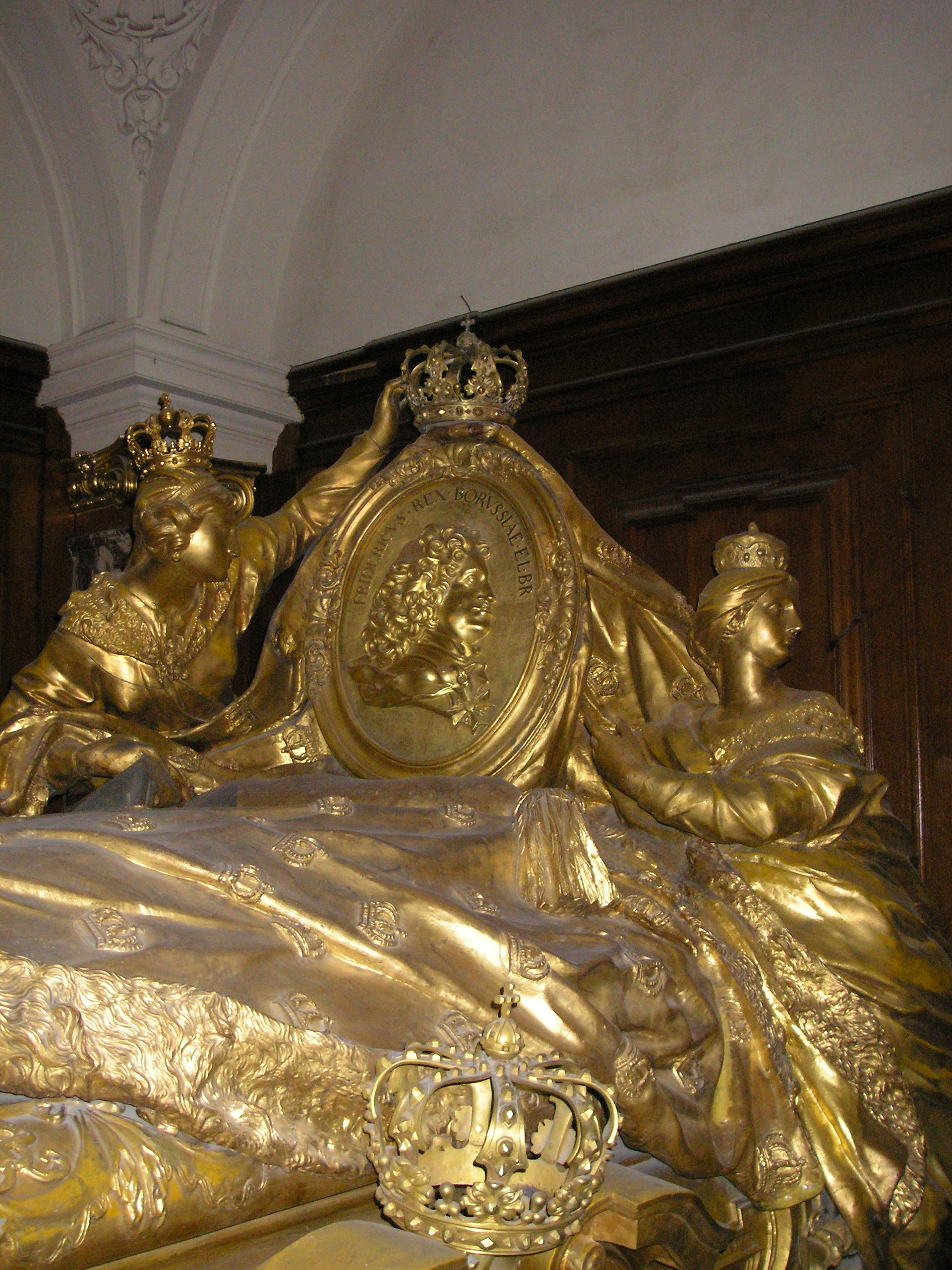
柏林大教堂中腓特烈一世的金棺

腓特烈长期以来一直感到虚弱和不适。他从小就患有胸部狭窄的问题，现在还患有严重的咳嗽和可怕的哮喘。有一天，当他患有精神病的妻子从她的侍女手中逃脱，跑过画廊，进入国王的房间，从玻璃门掉下来，扑倒在腓特烈身上时，他突然在扶手椅上醒来，被眼前的景象吓坏了。那个白色的、血淋淋的身影。仆人们走进房间，试图将国王从他妻子的怀抱中解救出来。她被带回自己的卧室，几天后又被带回梅克伦堡的母亲身边。国王发高烧，直到去世。
腓特烈一世死于1713年2月25日，终年55岁，死后安葬于柏林大教堂。

## 評價
腓特烈一世很少受到史学的关注。他站在他的父亲大选帝侯、儿子士兵国王和孙子腓特烈大帝的阴影下。
腓特烈生前就被同时代人指责浪费。历史学的一个形成性研究观点是他的孙子弗里德里希二世，开明专制主义的代表，关于他祖父的书面陈述。他在1750年出版的历史著作《我的时代的历史》中，将他的祖父描述为一个愚蠢的挥霍者。
因為腓特烈一世晚年的失政，後代有些人因此認為他是個優柔寡斷、愛慕虛榮的愚者，並把他死後遺留的龐大債務與財政管理不善，歸咎於此。但事實上腓特烈的奢華揮霍，才是財務問題的主因；而且他負面的愚者形象，是在其孫腓特烈大帝極為刻薄的主觀立場之下，刻意塑造的結果。譬如腓特烈大帝稱祖父為「貪財王」（也作「傭兵王」）、「處理小事時精明、處理大事時愚笨」，他這樣評價他的祖父：
|  | 腓特烈虽然缺乏坚定、虚荣、沉迷于光鲜亮丽，但也不乏仁慈和善良，但总的来说，他以小见大，以小见大。他的不幸在于，在历史上，他被置于智力超过他的父亲和儿子之间。他对令人眼花缭乱的辉煌更感兴趣，而不是有用的、纯粹的尊严。他在皇帝及其盟友的各种战争中牺牲了三万名臣民，以获取王冠。他如此想要只是因为他想满足他对仪式的嗜好，并以虚假的理由证明他的奢华辉煌。他表现出皇家的辉煌和慷慨。但他以什么代价换来了满足他秘密欲望的快乐呢？” |

在普鲁士王国成立二百周年、霍亨索伦王朝崛起之際的德意志帝國，即腓特烈一世的自我加冕以及1701年期间的盛况，让同时代人感到尴尬。在德國史學界，腓特烈因為他的外交政策远离東北歐、而將集中全部兵力对法战争而受到严厉批评。约翰·古斯塔夫·德罗森在其著作《普鲁士政治史》 （1874）中评价了腓特烈一世的做法：
|  | 普鲁士的权力及其行动是如此奇怪地分裂：在西方是没有政治的战争，在东方没有军队的政治。……在腓特烈的父亲、大选帝侯的领导下，必然會出現不同的結果。 |

同時代的史學家恩斯特·伯纳在1901年的作品《 普鲁士腓特烈一世及其家人的信件》中的說：
|  | 我们应当归咎于他（腓特烈）没有利用北方战争的机会重新征服波美拉尼亚和德国沿海地区。 |

## 其他成就

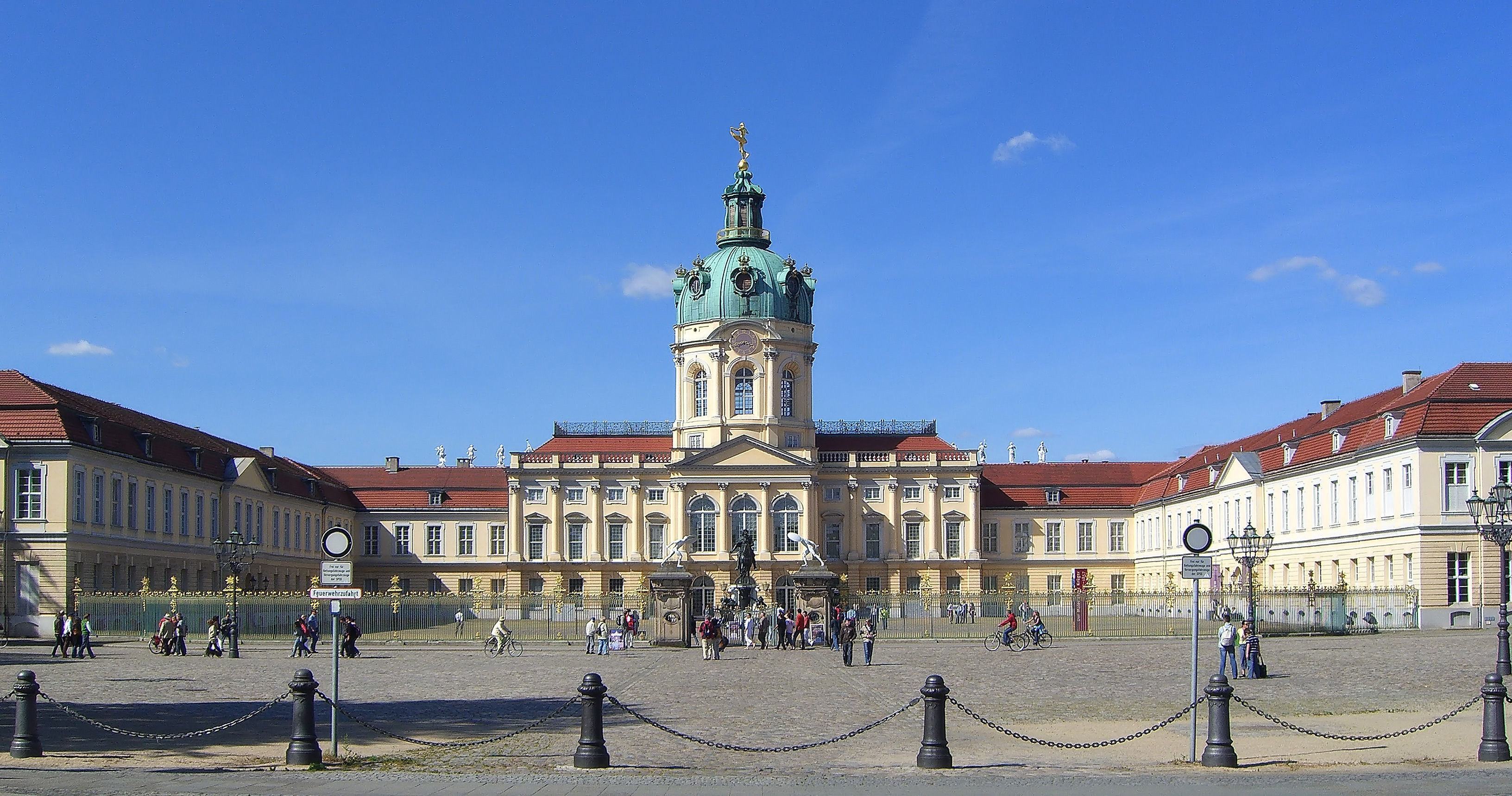
夏洛滕堡宫

值得一提的是，1702年奥兰治亲王威廉三世無嗣過世後，雖然其遺囑把奧蘭治親王傳給同族的侄輩兼教子——約翰·威廉·弗里索，但腓特烈一世身為威廉三世的表弟，認為依據荷蘭的繼承慣例，自己才是威廉的合法繼承人，加上他一直是威廉三世的忠實支持者，於是在1702年宣布繼承表哥威廉，自稱「奧蘭治親王」，並出兵占領奧蘭治親王的封建領地。之後在1713年他雖然把這些領地和法王路易十四的部分領土作交換，但是獲得路易十四對他「奧蘭治親王」的承認，他並分割自己其他領地，作為新「奧蘭治親王」的封地。從此普魯士國王一直享有「新教領袖」奧蘭治親王的英雄頭銜。
在王后汉诺威公主索菲·夏洛特的影响下，腓特烈一世对艺术表现出强烈兴趣，任命知名的施呂特爾建築師，建造夏洛滕堡宮等王宮、軍械庫。他鼓励发展科学和艺术，在位时，柏林创建了哈雷大學（1694年）、藝術學校（1696年）和柏林科學院（1701年）等機構。普鲁士的经济文化得到长足进步，逐步擺脫神圣罗马帝国的影响。這些文藝建設讓柏林被譽為「施普雷河畔的雅典」。
腓特烈一世跟隨流行，模仿路易十四而生活奢侈，節儉的王太子经常反对他的浪费，繼位後將其父的奢華作風稱作「世上最瘋狂的排場」。

## 婚姻和子女
腓特烈一世一生共结婚三次，有二子一女：
- 1679年8月23日在波茨坦与黑森-卡塞爾的伊莉莎白·亨麗埃特（Elisabeth Henriette，1661年—1683年）结婚，有一女：

- 长女路易絲·多蘿西亞（Luise Dorothea Sophie，1680年—1705年），1700年与黑森-卡塞尔伯爵世子、未来的瑞典国王弗雷德里克一世结婚。

- 1684年10月8日在赫尔仑豪森与漢諾威选侯恩斯特·奧古斯特的长女索菲·夏洛特（Sophie Charlotte，1668年—1705年）结婚，有两子：

- 长子腓特烈·奥古斯特（Friedrich August，1685年10月6日—1686年1月31日），早夭。
- 次子腓特烈·威廉（Friedrich Wilhelm，1688年8月14日—1740年5月31日），「在」普鲁士的国王、勃兰登堡选侯。

- 1708年，腓特烈与梅克倫堡-施威林公爵腓特烈·威廉的妹妹索菲·路易絲结婚，没有子嗣。